# Junkers Ju 488
Junkers Ju 488 – nieukończony, niemiecki bombowiec strategiczny (tzw. Amerika Bomber), którego zadaniem były bombardowania strategiczne celów na terytorium USA.

## Historia
We wrześniu 1943 roku Ministerstwo Lotnictwa Rzeszy zleciło zakładom Junkersa w Dessau (dziś Dessau-Roßlau) opracowanie projektu bombowca o bardzo dużym zasięgu i zdolności do lotów na dużych wysokościach. Konstruktorzy Junkersa uporali się z zadaniem bardzo szybko, adaptując do nowego projektu gotowe części i rozwiązania z istniejących i produkowanych już samolotów.
Przedział trzyosobowej załogi z kabiną ciśnieniową zaadaptowano z Ju 188T (Ju 388), tylną część kadłuba z Ju 188E, wannę pod kadłubową i zewnętrzne części skrzydeł z Ju 388K, podwójne usterzenie z Ju 288C. Nowe były jedynie środkowa część kadłuba i centropłat. Samolot miał konstrukcję całkowicie metalową, z wyjątkiem podkadłubowej wanny zrobionej z drewna. Napęd stanowiły cztery 14-cylindrowe, chłodzone powietrzem silniki w układzie podwójnej gwiazdy BMW 801TJ o mocy startowej 1323 kW (1800 KM) i mocy maksymalnej na wysokości 3000 m 1389 kW (1890 KM). Podwozie składało się z czterech kół głównych, chowanych w gondole silnikowe oraz z kółka ogonowego.
Rozpoczęto budowę dwóch prototypów Ju 488 V401 oraz V402, których ostateczny montaż miał odbywać się we Francji, w przejętych przez Niemców (zob. kampania francuska 1940) zakładach firmy Latécoere w Tuluzie. Wewnętrzne części skrzydeł i usterzenie montowano w zakładach Junkersa w Dessau i w Bernburg (Saale), skąd transportowano je do Tuluzy.
W lipcu 1944 roku, z powodu szybkiego zbliżania się alianckich wojsk do Tuluzy, zdecydowano się przewieźć znajdujące się w zaawansowanych stadium montażu płatowce do Barnburga. W nocy z 16 na 17 lipca 1944 roku, grupa partyzantów pod dowództwem M. Elissalde, mechanika z zakładów Latécoère, uszkodziła prototyp V401, uniemożliwiając jego transport. W sierpniu 1944 roku, po ucieczce Niemców z Tuluzy, na bocznicy kolejowej znaleziono porzucony kadłub prototypu V402.
Planowano budowę jeszcze czterech prototypów, od V403 do V406. Miały mieć nowe kadłuby i cztery chłodzone cieczą, 24 cylindrowe silniki rzędowe Jumo 222A/B-3 o mocy 1837 kW (2500 KM). W listopadzie 1944 roku Ministerstwo Lotnictwa Rzeszy anulowało zlecenie dla Junkersa i żaden z Ju 488 nigdy nie został ukończony.

## Uzbrojenie
W dwóch pierwszych prototypach nie montowano żadnego uzbrojenia, planowane samoloty miały mieć komorę bombową na 5000 kg bomb. Uzbrojenie obronne miało składać się z dwóch działek MG 151/20 kalibru 20 mm w zdalnie sterowanej wieżyczce na grzbiecie kadłuba i dwóch karabinów maszynowych MG 131 kalibru 13 mm w zdalnie sterowanym stanowisku ogonowym.